# Église Saint-François-Xavier (Hô Chi Minh-Ville)
Pour les articles homonymes, voir Église Saint-François-Xavier.
L'église Saint-François-Xavier (en vietnamien : Nhà thờ Thánh Phanxicô Xaviê) ou église du Père Tam (en vietnamien : Nhà thờ Cha Tam) est un édifice religieux catholique du 5e arrondissement d'Hô Chi Minh-Ville (appelée communément Saïgon) dans la partie méridionale du Viêt Nam.

## Présentation
Placée sous le vocable du jésuite saint François-Xavier, patron des missions, elle se trouve dans le quartier de Cha Tam dans le 5e arrondissement à Cholon, le fameux quartier commerçant chinois de Saïgon.
L'église a été construite de 1900 à 1902 et consacrée par l'évêque de Saïgon Mgr Mossard, vicaire apostolique de Cochinchine occidentale. Elle est de style éclectique, mélangeant le gothique avec des éléments néo-baroques.

## Anecdote
C'est en sortant de l'église pour la messe matinale de la Commémoration de tous les fidèles défunts au lendemain de la Toussaint, le 2 novembre 1963, que le président du Sud Vietnam, Ngo Dinh Diem, et son frère Ngo Dinh Nhu ont été assassinés.